# トマシュ・フォルナル
トマシュ・フォルナル（Tomasz Fornal、1997年8月31日 - ）は、ポーランドの男子バレーボール選手。ポーランド代表。

## 来歴

### クラブチーム
クラクフ出身。ジュニアのクラブとして2010年より3年間フトニク・ヴァンダ・クラクフに、2013年より3年間SMS PZPSスパワに在籍していた。2016年、シニアクラブのエネア・チャルニ・ラドムへ入団しプロとしてのキャリアをスタートさせる。2018/19シーズンのポーランドプラスリーガで5位となった。2019/20シーズンからはヤストシェンブスキ・ヴェンギェルでプレーしている。2020/21シーズンのプラスリーガで優勝を果たした。2021/22シーズンのプラスリーガ準優勝となった。2022/23シーズンではリーグ優勝へ導き、MVPに選ばれた。

### 代表チーム
アンダーカテゴリーの代表として2014年、U-20欧州選手権で銀メダルを獲得した。2015年、U-18欧州選手権で金メダルを獲得した。また、アルゼンチンで開催されたU-19世界選手権で金メダルを獲得した。2016年、U-20欧州選手権で金メダルを獲得した。2017年、チェコで開催されたU-21世界選手権で金メダルを獲得した。2019年、シニアのポーランド代表に初選出され、同年のネーションズリーグでデビュー。同年10月のワールドカップで銅メダルを獲得した。2021年、ネーションズリーグで銀メダルを獲得した。2022年、地元開催された世界選手権に出場し銀メダルを獲得した。2023年、ネーションズリーグで金メダルを獲得した。

## 球歴
- 世界選手権 - 2022年
- ワールドカップ - 2019年
- ネーションズリーグ - 2019年、2021年、2022年、2023年
- 欧州選手権 - 2021年

## 受賞歴
- 2014年 - U-20欧州選手権 ベストレシーバー賞
- 2022年 - 2021/22ポーランドスーパーカップ MVP
- 2023年 - 2022/23ポーランドプラスリーガ MVP
- 2024年 - ネーションズリーグ ベストアウトサイドヒッター

## 所属クラブ
- エネア・チャルニ・ラドム（2016-2019年）
- ヤストシェンブスキ・ヴェンギェル（2019年-）